# فوغن بين
فوغن بين (بالإنجليزية: Vaughn Bean)‏ مواليد 3 سبتمبر 1974 في شيكاغو، هو ملاكم أمريكي يصنف ضمن فئة الوزن الثقيل.

## المسيرة الاحترافية
من نزالاته:
- خسر أمام ألكسندر ديميترينكو (2005/09/28).
- خسر أمام توني تومسون (2004/09/11).
- خسر أمام فيتالي كليتشكو بالضربة الفنية القاضية (2002/02/08).
- خسر أمام إيفاندر هوليفيلد (1998/09/19).
- خسر أمام مايكل مورر (1997/03/29).

## إحصائيات
خاض خلال مسيرته 59 نزالا، فاز في 45 ولم يتعادل وخسر في 6. فاز بالضربة القاضية في 34 نزالا.

## روابط خارجية
- فوغن بين على موقع بوكس ريك (الإنجليزية) (registration required)